# Stefanova naloga
Stefanova naloga [štéfanova nalóga/náloga] (tudi Stefanov problem [~ problém]) je v matematiki in njenih uporabah, še posebej pri faznih prehodih v snovi, posebni primer problema mejnih vrednosti za parabolično parcialno diferencialno enačbo, prilagojeno za primer v katerem se lahko fazna meja s časom premika. Klasična Stefanova naloga poskuša opisovati porazdelitev temperature v homogeni snovi med faznim prehodom, na primer prehajanje ledu v kapljevinsko vodo, z reševanjem enačbe za prevajanje toplote, kjer se določi začetna porazdelitev temperature po celotni snovi in delni robni pogoj, Stefanov pogoj, o nastajanju meje med dvema fazama. Ta nastajajoča meja je neznana (hiper)|ploskev, Stefanove naloge pa so primeri nalog s premično mejo.
Naloga se imenuje po Jožefu Stefanu, ki je okoli leta 1890 obravnaval splošni razred takšnih nalog v povezavi z nastankom ledu in faznima prehodoma izparevanjem in taljenjem kot difuzijskima pojavoma. O tem je med letoma 1889 in 1891 objavil šest člankov. Joseph Black je v vrsti poskusov z vodo in ledom na Univerzi v Glasgowu med letoma 1758 in 1762 pokazal, da se faznega prehoda iz trdnine v kapljevino ne da kalorično pojasniti s samo občutno toploto, in je uvedel pojem latentne toplote.
Fourier je v svojem delu La Théorie Analytique de la Chaleur, objavljenem leta 1822, podal potrebna fizikalna in matematična orodja za prevajanje toplote in podal zakon o prevajanju toplote:
{\displaystyle {\vec {\mathbf {j} }}=-\lambda \nabla T\!\,,}
kjer je {\displaystyle {\vec {\mathbf {j} }}} gostota toplotnega toka, λ toplotna prevodnost in ∇ T gradient temperature. Zamisel kako analitično vključiti latentno toploto v enačbe prevajanja toplote sta prva v Evropi pojasnila Lamé in Clapeyron leta 1831. Tudi Neumann je v zgodnjih 1860-ih rešil podobni primer v neobjavljenih predavanjih na Univerzi v Königsbergu. Lamé in Clapeyron sta poskusila določiti debelino trdninske plasti, tvorjene s kapljevino, ki napolnjuje polprostor {\displaystyle x>0\,} pod vplivom konstantne temperature v ravnini {\displaystyle x=0\,}. Temperatura kapljevinske faze je na začetku povsod enaka kristalizacijski. Pokazala sta, da je debelina plasti sorazmerna s kvadratnim korenom časa, nista pa določila sorazmernostnega koeficienta.